# Albert Edward McPhillips
Albert Edward McPhillips, né le 21 mars 1861 en Ontario et décédé le 24 janvier 1938 en Colombie-Britannique, était un avocat et un homme politique canadien. Il a été député à l'Assemblée législative de la Colombie-Britannique de 1898 à 1903 et de 1907 à 1912. Il a été procureur général de la Colombie-Britannique de 1900 à 1903. De plus, il a été juge à la Cour d'appel de la Colombie-Britannique de 1913 à 1938.

## Biographie
Albert Edward McPhillips est né le 21 mars 1861 en Ontario. En 1882, il a été admis au barreau du Manitoba.
Durant la rébellion du Nord-Ouest en 1885, il était lieutenant avec le 90e Bataillon des Royal Winnipeg Rifles. Il a notamment participé aux batailles de la Coulée des Tourond et de Batoche. Il a pris sa retraite en 1890 avec le grade de capitaine.
En 1891, il a été admis au barreau de la Colombie-Britannique. De 1898 à 1903, il a été député à l'Assemblée législative de la Colombie-Britannique, représentant la circonscription de Victoria City. En 1900, il a été nommé procureur général de la Colombie-Britannique, poste qu'il occupa jusqu'à sa démission le 5 novembre 1903. De 1907 à 1912, il a été réélu à l'Assemblée législative de la Colombie-Britannique, représentant alors la circonscription de The Islands.
De 1913 jusqu'à son décès en 1938, il était juge à la Cour d'appel de la Colombie-Britannique.

## Annexe